# 快刀乱麻 (ゲーム)
『快刀乱麻』（かいとうらんま）は、1997年にイマジニアより発売されたWindows用ゲームソフトである。
この他にプレイステーション用ゲームソフトとして『快刀乱麻 雅』が発売されている。また『快刀乱麻 THE ANIMATION』としてOVA化もされている。

## ストーリー
パラレルワールドの日本。時代は京保（現実の時代の享保に相当する）年間、将軍の進める幕府リストラにより武士は自力で収入を得なければならなくなったがその一方で職を失った武士の浪人化を防ぐために必ず道場に所属するという取り決めも行われていた。
ある日、主人公の楯岡新十郎は父が道場主である楯岡道場の後継を突然任されることとなる。

## 登場人物
楯岡新十郎
本作の主人公。争いごとを好まない性格で道場の門弟からも道場主には不向きと思われている。
琴原淑乃
声 - 富沢美智恵
楯岡道場の実質的な師範代。淑乃の父は新十郎の父、楯岡鉄舟斎との果し合いで破れ死亡している。
父の敵討ちのために道場に入門したが今は敵を討つことは考えていない。
藤城小春
声 - 豊嶋真千子
旗本、藤城家の姫という立場上道場に所属する必要はないのだが楯岡道場に所属している。小太刀を使う。
性格は男勝りで主人公も小春の扱いにはかなり苦労している。
小石川紗奈
声 - 桑島法子
父は小石川療養所を営んでいる。護身の目的で楯岡道場に入門したが潜在的な剣術の素質は高い。
性格は大人しくやや天然ボケなところがある。
花房美憐
声 - 宮村優子
金髪の美少女。父は横須賀の出島で働く役人ということもあってか服装は和服とは違う少し派手めな格好をしている。
町では不良娘として知られ「野良猫みれん」と呼ばれている。
穂村武丸
声 - 石川英郎
修行中に事故で親友を殺してしまって以降、剣を持つことを辞めてしまったが父のすすめで楯岡道場に仕方なく入門した。
現在は主人公と親しくなり道場に居ついている。
兜山大悟
声 - 森川智之
武術で名を知られた家の出身であるが父親が未遂ではあったが反乱に加わっていたことから現在は没落してるようである。
現在は兜山家の復興のために剣術を学んでいる。性格はやや固いところがある。
真壁重蔵
声 - 速水奨
甲賀衆真壁家の末裔で父親から強制的に技を仕込まれて成長したがその後は父の元から姿を消し諸国を渡り歩いた。
口数が少なく自分から話をすることはほとんどなく、声をかけて帰ってくる言葉数も少ない。

## ゲームシステム
最初は主人公以外の門弟が全員辞めてしまうため、3人を説得して連れ戻し修行をするところから始まる。
修行のためには師範が必要だが、楯岡鉄舟斎が隠居してしまったために師範は金を払って雇うことになる（収入は門弟に仕事の依頼があったり道場で学ぶ弟子から得られる）。
修行によって上昇するパラメータは雇う師範によって変化し、特技を習得することが出来る。
2ヶ月に一度御前試合が行われ、最終目標はこの試合で優勝することであるが、その間にいろいろなイベントが発生する。
休日は町に出歩くことができ、御前試合の成績次第では去っていった門弟に出会い道場に戻ってくることもある。
ゲーム終了後は最初に連れ戻した門弟について、最終的な御前試合での結果に応じたエンディングが見られる。